# LOVE ME DO (フラワーカンパニーズの曲)
「LOVE ME DO」（ラブ・ミー・ドゥ）は、日本のバンド・フラワーカンパニーズの9枚目のシングル。

## 解説
- シングル作品としては前作より約3ヶ月でのリリース。

## 収録曲
全作詞：鈴木けいすけ　全編曲：フラワーカンパニーズ
1. LOVE ME DO (3:59)
作曲：鈴木けいすけ・グレートマエカワ
2. 声だしていこう (4:06)
作曲：竹安堅一・鈴木けいすけ
3. LOVE ME DO（オリジナルカラオケ） (3:59)

## 収録アルバム
- Prunes & Custard（#1）
- Singles & More 〜Antinos Years（#1）
- Prunes & Custard+3（#1, #2）